# Aretha Franklin/Diskografie
Diese Diskografie ist eine Übersicht über die musikalischen Werke der US-amerikanischen Soul-Sängerin und Pianistin Aretha Franklin. Den Schallplattenauszeichnungen zufolge hat sie bisher mehr als 30,1 Millionen Tonträger verkauft, davon alleine in ihrer Heimat über 24,5 Millionen. Ihre erfolgreichste Veröffentlichung ist die Single Respect mit über 2,4 Millionen verkauften Einheiten.

## Alben

### Studioalben
| Jahr | Titel                                                | Höchstplatzierung, Gesamtwochen, AuszeichnungChartplatzierungen (Jahr, Titel, Platzierungen, Wochen, Auszeichnungen, Anmerkungen) | Höchstplatzierung, Gesamtwochen, AuszeichnungChartplatzierungen (Jahr, Titel, Platzierungen, Wochen, Auszeichnungen, Anmerkungen) | Höchstplatzierung, Gesamtwochen, AuszeichnungChartplatzierungen (Jahr, Titel, Platzierungen, Wochen, Auszeichnungen, Anmerkungen) | Höchstplatzierung, Gesamtwochen, AuszeichnungChartplatzierungen (Jahr, Titel, Platzierungen, Wochen, Auszeichnungen, Anmerkungen) | Höchstplatzierung, Gesamtwochen, AuszeichnungChartplatzierungen (Jahr, Titel, Platzierungen, Wochen, Auszeichnungen, Anmerkungen) | Höchstplatzierung, Gesamtwochen, AuszeichnungChartplatzierungen (Jahr, Titel, Platzierungen, Wochen, Auszeichnungen, Anmerkungen) | Anmerkungen |
| Jahr | Titel                                                | DE | AT | CH | UK | US | R&B | Anmerkungen |
| ---- | ---------------------------------------------------- | --- | --- | --- | --- | --- | --- | --- |
| 1961 | Aretha                                               | — | — | — | — | — | — | Erstveröffentlichung: 27. Februar 1961 mit The Ray Bryant Combo                                                       |
| 1962 | The Electrifying Aretha Franklin                     | — | — | — | — | — | — | Erstveröffentlichung: 19. März 1962                                                                                   |
| 1962 | The Tender, the Moving, the Swinging Aretha Franklin | — | — | — | — | US69 (12 Wo.)US | — | Erstveröffentlichung: 13. August 1962                                                                                 |
| 1963 | Laughing On the Outside                              | — | — | — | — | — | — | Erstveröffentlichung: 12. August 1963                                                                                 |
| 1964 | Unforgettable – A Tribute to Dinah Washington        | — | — | — | — | — | — | Erstveröffentlichung: 18. Februar 1964                                                                                |
| 1964 | Runnin’ Out of Fools                                 | — | — | — | — | US84 (13 Wo.)US | R&B9 (1 Wo.)R&B | Erstveröffentlichung: 16. November 1964                                                                               |
| 1965 | Yeah!!!                                              | — | — | CH93 (1 Wo.)CH | — | US101 (8 Wo.)US | R&B8 (4 Wo.)R&B | Erstveröffentlichung: 17. Mai 1965 Charteinstieg CH: 2022                                                             |
| 1966 | Soul Sister                                          | — | — | — | — | US132 (4 Wo.)US | R&B8 (8 Wo.)R&B | Erstveröffentlichung: 13. Juni 1966                                                                                   |
| 1967 | Take It Like You Give It                             | — | — | — | — | — | — | Erstveröffentlichung: 1967                                                                                            |
| 1967 | I Never Loved a Man the Way I Love You               | — | — | — | UK36 (2 Wo.)UK | US2 (79 Wo.)US | R&B1 (66 Wo.)R&B | Erstveröffentlichung: 10. März 1967 Platz 84 der 500 besten Alben aller Zeiten (Rolling Stone); All-TIME 100 Album    |
| 1967 | Aretha Arrives                                       | — | — | — | — | US5 Gold · (41 Wo.)US | R&B1 (28 Wo.)R&B | Erstveröffentlichung: 4. August 1967 Verkäufe: + 500.000                                                              |
| 1968 | Lady Soul                                            | DE18 (12 Wo.)DE | — | — | UK25 (18 Wo.)UK | US2 Gold · (52 Wo.)US | R&B1 (53 Wo.)R&B | Erstveröffentlichung: 22. Januar 1968 Verkäufe: + 500.000; Platz 85 der 500 besten Alben aller Zeiten (Rolling Stone) |
| 1968 | Aretha Now                                           | DE26 (24 Wo.)DE | — | — | UK6 (11 Wo.)UK | US3 Gold · (35 Wo.)US | R&B1 (35 Wo.)R&B | Erstveröffentlichung: 14. Juni 1968 Verkäufe: + 500.000                                                               |
| 1969 | Aretha Franklin: Soul ’69                            | — | — | — | — | US15 (32 Wo.)US | R&B1 (32 Wo.)R&B | Erstveröffentlichung: 17. Januar 1969                                                                                 |
| 1969 | Soft and Beautiful                                   | — | — | — | — | — | R&B29 (9 Wo.)R&B | Erstveröffentlichung: April 1969                                                                                      |
| 1970 | This Girl’s in Love with You                         | — | — | — | — | US17 (30 Wo.)US | R&B2 (31 Wo.)R&B | Erstveröffentlichung: 15. Januar 1970                                                                                 |
| 1970 | Spirit in the Dark                                   | — | — | — | — | US25 (22 Wo.)US | R&B2 (26 Wo.)R&B | Erstveröffentlichung: 24. August 1970                                                                                 |
| 1972 | Young, Gifted & Black                                | — | — | — | — | US11 Gold · (31 Wo.)US | R&B2 (27 Wo.)R&B | Erstveröffentlichung: 24. Januar 1972 Verkäufe: + 500.000; Grammy (R&B Vocal Female)                                  |
| 1973 | Hey Now Hey (The Other Side of the Sky)              | — | — | — | — | US30 (20 Wo.)US | R&B2 (21 Wo.)R&B | Erstveröffentlichung: 25. Juni 1973                                                                                   |
| 1974 | Let Me in Your Life                                  | — | — | — | — | US14 (25 Wo.)US | R&B1 (38 Wo.)R&B | Erstveröffentlichung: 25. Februar 1974                                                                                |
| 1974 | With Everything I Feel in Me                         | — | — | — | — | US57 (13 Wo.)US | R&B6 (12 Wo.)R&B | Erstveröffentlichung: 25. November 1974                                                                               |
| 1975 | You                                                  | — | — | — | — | US83 (11 Wo.)US | R&B9 (14 Wo.)R&B | Erstveröffentlichung: 16. Oktober 1975                                                                                |
| 1977 | Sweet Passion                                        | — | — | — | — | US49 (19 Wo.)US | R&B6 (23 Wo.)R&B | Erstveröffentlichung: 19. Mai 1977                                                                                    |
| 1978 | Almighty Fire                                        | — | — | — | — | US63 (11 Wo.)US | R&B12 (13 Wo.)R&B | Erstveröffentlichung: 13. April 1978                                                                                  |
| 1979 | La Diva                                              | — | — | — | — | US146 (6 Wo.)US | R&B25 (10 Wo.)R&B | Erstveröffentlichung: 6. September 1979                                                                               |
| 1980 | Aretha                                               | — | — | — | — | — | R&B6 (37 Wo.)R&B | Erstveröffentlichung: 30. September 1980                                                                              |
| 1981 | Love All the Hurt Away                               | — | — | — | — | US36 (17 Wo.)US | R&B4 (23 Wo.)R&B | Erstveröffentlichung: 20. August 1981                                                                                 |
| 1982 | Jump to It                                           | — | — | — | — | US23 Gold · (30 Wo.)US | R&B1 (38 Wo.)R&B | Erstveröffentlichung: 26. Juli 1982 Verkäufe: + 500.000; Produzent: Luther Vandross                                   |
| 1983 | Get It Right                                         | — | — | — | — | US36 (18 Wo.)US | R&B4 (26 Wo.)R&B | Erstveröffentlichung: 14. Juli 1983 Produzent: Luther Vandross                                                        |
| 1985 | Who’s Zoomin’ Who?                                   | DE46 (16 Wo.)DE | — | CH21 (8 Wo.)CH | UK49 Silber · (12 Wo.)UK | US13 Platin · (51 Wo.)US | R&B3 (51 Wo.)R&B | Erstveröffentlichung: 9. Juli 1985 Verkäufe: + 1.170.000                                                              |
| 1986 | Aretha                                               | DE45 (3 Wo.)DE | — | CH23 (3 Wo.)CH | UK51 (13 Wo.)UK | US32 Gold · (39 Wo.)US | R&B7 (39 Wo.)R&B | Erstveröffentlichung: 27. Oktober 1986 Verkäufe: + 550.000; Grammy (R&B Vocal Female)                                 |
| 1989 | Through the Storm                                    | DE61 (10 Wo.)DE | — | CH19 (5 Wo.)CH | UK46 (1 Wo.)UK | US55 (18 Wo.)US | R&B21 (26 Wo.)R&B | Erstveröffentlichung: 25. April 1989                                                                                  |
| 1991 | What You See Is What You Sweat                       | — | AT34 (2 Wo.)AT | CH26 (6 Wo.)CH | — | US153 (7 Wo.)US | R&B28 (20 Wo.)R&B | Erstveröffentlichung: 25. Juni 1991                                                                                   |
| 1998 | A Rose Is Still a Rose                               | — | AT46 (2 Wo.)AT | CH36 (6 Wo.)CH | — | US30 Gold · (15 Wo.)US | R&B7 (22 Wo.)R&B | Erstveröffentlichung: 24. März 1998 Verkäufe: + 500.000                                                               |
| 2003 | So Damn Happy                                        | — | — | — | — | US33 (11 Wo.)US | R&B11 (29 Wo.)R&B | Erstveröffentlichung: 16. September 2003                                                                              |
| 2008 | This Christmas, Aretha                               | — | — | — | — | US102 (7 Wo.)US | — | Erstveröffentlichung: 14. Oktober 2008                                                                                |
| 2011 | A Woman Falling Out of Love                          | — | — | — | — | US54 (2 Wo.)US | R&B15 (10 Wo.)R&B | Erstveröffentlichung: 3. Mai 2011                                                                                     |
| 2014 | Sings the Great Diva Classics                        | — | — | CH30 (2 Wo.)CH | UK32 (2 Wo.)UK | US13 (6 Wo.)US | R&B3 (14 Wo.)R&B | Erstveröffentlichung: 17. Oktober 2014                                                                                |

grau schraffiert: keine Chartdaten aus diesem Jahr verfügbar

### Livealben
| Jahr | Titel                            | Höchstplatzierung, Gesamtwochen, AuszeichnungChartplatzierungen (Jahr, Titel, Platzierungen, Wochen, Auszeichnungen, Anmerkungen) | Höchstplatzierung, Gesamtwochen, AuszeichnungChartplatzierungen (Jahr, Titel, Platzierungen, Wochen, Auszeichnungen, Anmerkungen) | Höchstplatzierung, Gesamtwochen, AuszeichnungChartplatzierungen (Jahr, Titel, Platzierungen, Wochen, Auszeichnungen, Anmerkungen) | Höchstplatzierung, Gesamtwochen, AuszeichnungChartplatzierungen (Jahr, Titel, Platzierungen, Wochen, Auszeichnungen, Anmerkungen) | Höchstplatzierung, Gesamtwochen, AuszeichnungChartplatzierungen (Jahr, Titel, Platzierungen, Wochen, Auszeichnungen, Anmerkungen) | Höchstplatzierung, Gesamtwochen, AuszeichnungChartplatzierungen (Jahr, Titel, Platzierungen, Wochen, Auszeichnungen, Anmerkungen) | Anmerkungen |
| Jahr | Titel                            | DE | AT | CH | UK | US | R&B | Anmerkungen |
| ---- | -------------------------------- | --- | --- | --- | --- | --- | --- | --- |
| 1968 | Aretha in Paris                  | — | — | — | — | US13 (20 Wo.)US | R&B2 (21 Wo.)R&B | Erstveröffentlichung: Oktober 1968 aufgenommen am 7. Mai 1968 im Olympia |
| 1971 | Aretha Live at Fillmore West     | — | — | — | — | US7 Gold · (34 Wo.)US | R&B1 (37 Wo.)R&B | Erstveröffentlichung: 19. Mai 1971 Verkäufe: + 500.000 |
| 1972 | Amazing Grace                    | — | — | — | — | US7 ×2Doppelplatin · (23 Wo.)US                                                                                                   | R&B2 (19 Wo.)R&B | Erstveröffentlichung: 1. Juni 1972 Verkäufe: + 2.000.000; aufgenommen und gefilmt in der New Temple Missionary Baptist Church in Los Angeles Grammy (Soul Gospel); Grammy Hall of Fame |
| 1987 | One Lord, One Faith, One Baptism | — | — | — | — | US106 (16 Wo.)US | R&B25 (22 Wo.)R&B | Erstveröffentlichung: Dezember 1987 aufgenommen im Juli 1987 in der New Bethel Baptist Church in Detroit Grammy (Soul Gospel Female)                                                   |

grau schraffiert: keine Chartdaten aus diesem Jahr verfügbar
Weitere Livealben
- 1965: Songs of Faith
- 2007: Oh Me Oh My: Live in Philly, 1972

### Kompilationen
| Jahr | Titel                                                                   | Höchstplatzierung, Gesamtwochen, AuszeichnungChartplatzierungen (Jahr, Titel, Platzierungen, Wochen, Auszeichnungen, Anmerkungen) | Höchstplatzierung, Gesamtwochen, AuszeichnungChartplatzierungen (Jahr, Titel, Platzierungen, Wochen, Auszeichnungen, Anmerkungen) | Höchstplatzierung, Gesamtwochen, AuszeichnungChartplatzierungen (Jahr, Titel, Platzierungen, Wochen, Auszeichnungen, Anmerkungen) | Höchstplatzierung, Gesamtwochen, AuszeichnungChartplatzierungen (Jahr, Titel, Platzierungen, Wochen, Auszeichnungen, Anmerkungen) | Höchstplatzierung, Gesamtwochen, AuszeichnungChartplatzierungen (Jahr, Titel, Platzierungen, Wochen, Auszeichnungen, Anmerkungen) | Höchstplatzierung, Gesamtwochen, AuszeichnungChartplatzierungen (Jahr, Titel, Platzierungen, Wochen, Auszeichnungen, Anmerkungen) | Anmerkungen                                                                            |
| Jahr | Titel                                                                   | DE | AT | CH | UK | US | R&B | Anmerkungen                                                                            |
| ---- | ----------------------------------------------------------------------- | --- | --- | --- | --- | --- | --- | -------------------------------------------------------------------------------------- |
| 1967 | Aretha Franklin’s Greatest Hits                                         | — | — | — | — | US94 (14 Wo.)US | R&B10 (11 Wo.)R&B | Erstveröffentlichung: 1967                                                             |
| 1967 | Take a Look at Aretha Franklin                                          | — | — | — | — | US173 (8 Wo.)US | R&B22 (4 Wo.)R&B | Erstveröffentlichung: 5. September 1967                                                |
| 1969 | Aretha’s Gold                                                           | — | — | — | — | US18 (33 Wo.)US | R&B1 (36 Wo.)R&B | Erstveröffentlichung: Juni 1969 Verkäufe: + 35.000                                     |
| 1971 | Aretha’s Greatest Hits                                                  | — | — | — | — | US19 (34 Wo.)US | R&B3 (25 Wo.)R&B | Erstveröffentlichung: 9. September 1971                                                |
| 1972 | In the Beginning / The World of Aretha Franklin 1960–1967               | — | — | — | — | US160 (9 Wo.)US | — | Erstveröffentlichung: 1972                                                             |
| 1976 | Ten Years of Gold                                                       | — | — | — | — | US135 (8 Wo.)US | R&B29 (8 Wo.)R&B | Erstveröffentlichung: 1976                                                             |
| 1985 | 30 Greatest Hits                                                        | — | — | — | UK16 Silber · (6 Wo.)UK | US6 (6 Wo.)US | R&B5 (3 Wo.)R&B | Erstveröffentlichung: 1985 Verkäufe: + 60.000; Charteinstieg US: 2012, UK/US-R&B: 2018 |
| 1985 | The First Lady of Soul                                                  | — | — | — | UK89 Silber · (1 Wo.)UK | — | — | Erstveröffentlichung: 1985 Verkäufe: + 60.000                                          |
| 1994 | The Very Best of Aretha Franklin – The ’60s                             | — | — | — | — | US105 Platin · (3 Wo.)US | — | Erstveröffentlichung: 18. März 1994 Verkäufe: + 1.075.000; Charteinstieg US: 2013      |
| 1994 | Greatest Hits (1980–1994)                                               | DE75 (7 Wo.)DE | — | CH34 (8 Wo.)CH | UK27 Silber · (5 Wo.)UK | US85 Platin · (29 Wo.)US | R&B23 (42 Wo.)R&B | Erstveröffentlichung: März 1994 Verkäufe: + 1.060.000                                  |
| 1994 | Queen of Soul – The Very Best Of                                        | — | — | — | UK20 Gold · (6 Wo.)UK | — | — | Erstveröffentlichung: 17. Oktober 1994 Verkäufe: + 500.000                             |
| 1998 | Greatest Hits                                                           | — | — | — | UK38 Gold · (11 Wo.)UK | — | — | Erstveröffentlichung: 2. November 1998 Verkäufe: + 500.000                             |
| 2001 | Aretha’s Best                                                           | — | — | — | — | — | R&B25 (1 Wo.)R&B | Erstveröffentlichung: 15. Mai 2001 Charteinstieg US-R&B: 2018                          |
| 2002 | Respect – The Very Best Of                                              | DE96 (1 Wo.)DE | — | — | UK15 Gold · (13 Wo.)UK | — | — | Erstveröffentlichung: 3. Juni 2002 Verkäufe: + 137.500                                 |
| 2007 | Rare & Unreleased Recordings from the Golden Reign of the Queen of Soul | — | — | — | — | — | R&B87 (1 Wo.)R&B | Erstveröffentlichung: 16. Oktober 2007                                                 |
| 2007 | Jewels in the Crown: Duets with The Queen                               | — | — | — | — | US54 (7 Wo.)US | R&B7 (18 Wo.)R&B | Erstveröffentlichung: 12. November 2007                                                |
| 2010 | The Very Best Of                                                        | — | — | — | UK59 (4 Wo.)UK | — | — | Erstveröffentlichung: 2010                                                             |
| 2011 | More Gospel Greats                                                      | — | — | — | — | — | R&B52 (9 Wo.)R&B | Erstveröffentlichung: 2011                                                             |
| 2012 | Together: The Very Best Of                                              | — | — | CH12 (1 Wo.)CH | UK— SilberUK | US78 (2 Wo.)US | — | Erstveröffentlichung: 17. August 2012 Verkäufe: + 60.000; mit Otis Redding             |
| 2017 | A Brand New Me                                                          | DE64 (1 Wo.)DE | — | CH57 (2 Wo.)CH | UK45 (2 Wo.)UK | — | — | Erstveröffentlichung: 10. November 2017 mit Royal Philharmonic Orchestra               |
| 2018 | The Atlantic Singles Collection 1967–1970                               | — | — | CH83 (1 Wo.)CH | — | US65 (1 Wo.)US | R&B35 (1 Wo.)R&B | Erstveröffentlichung: 28. September 2018                                               |
| 2018 | The Queen of Soul                                                       | — | — | — | UK45 (5 Wo.)UK | — | — | Erstveröffentlichung: 23. November 2018                                                |

grau schraffiert: keine Chartdaten aus diesem Jahr verfügbar
Weitere Kompilationen
- 1962: Spirituals Recorded During Service at New Bethel Baptist Church-Detroit, Mich. (mit Sammie Bryant und Reverend C. L. Franklin)
- 1964: Two Sides of Love
- 1967: Aretha Franklin
- 1969: Once in a Lifetime
- 1969: Today I Sing the Blues
- 1970: In the Beginning … (mit The Harold Smith Majestic Singers, Little Milton, Ernest Franklin, Dorothy Best, Martha Bass und Sammy Lewis)
- 1973: Never Grow Old (mit Reverend C. L. Franklin)
- 1982: Sweet Bitter Love
- 1984: The Best of Aretha Franklin (Verkäufe: + 60.000; UK: Silber)
- 1987: 20 Greatest Hits (Verkäufe: + 200.000)
- 1996: A Bit of Soul
- 1996: Only a Look (mit Reverend C. L. Franklin und The New Bethel Baptist Church Choir)
- 1997: Respect and Other Hits (Verkäufe: + 500.000; US: Gold)
- 2000: Aretha & Otis (Verkäufe: + 100.000)

### Soundtracks
| Jahr | Titel   | Höchstplatzierung, Gesamtwochen, AuszeichnungChartplatzierungen (Jahr, Titel, Platzierungen, Wochen, Auszeichnungen, Anmerkungen) | Höchstplatzierung, Gesamtwochen, AuszeichnungChartplatzierungen (Jahr, Titel, Platzierungen, Wochen, Auszeichnungen, Anmerkungen) | Höchstplatzierung, Gesamtwochen, AuszeichnungChartplatzierungen (Jahr, Titel, Platzierungen, Wochen, Auszeichnungen, Anmerkungen) | Höchstplatzierung, Gesamtwochen, AuszeichnungChartplatzierungen (Jahr, Titel, Platzierungen, Wochen, Auszeichnungen, Anmerkungen) | Höchstplatzierung, Gesamtwochen, AuszeichnungChartplatzierungen (Jahr, Titel, Platzierungen, Wochen, Auszeichnungen, Anmerkungen) | Höchstplatzierung, Gesamtwochen, AuszeichnungChartplatzierungen (Jahr, Titel, Platzierungen, Wochen, Auszeichnungen, Anmerkungen) | Anmerkungen                                            |
| Jahr | Titel   | DE | AT | CH | UK | US | R&B | Anmerkungen                                            |
| ---- | ------- | --- | --- | --- | --- | --- | --- | ------------------------------------------------------ |
| 1976 | Sparkle | — | — | — | — | US18 Gold · (24 Wo.)US | R&B1 (29 Wo.)R&B | Erstveröffentlichung: 1. Juni 1976 Verkäufe: + 500.000 |

grau schraffiert: keine Chartdaten aus diesem Jahr verfügbar

### EPs
- 1962: Who Needs You?
- 1967: Aretha Franklin
- 1968: A Natural Woman
- 1968: Hey Now Hey (The Other Side of the Sky)
- 1968: The House That Jack Built
- 1972: Amazing Grace
- 1988: One Lord One Faith One Baptism – Special 4 Track In-Store Play Sampler
- 2002: Reina del Soul

## Singles
| Jahr | Titel Album                                                                              | Höchstplatzierung, Gesamtwochen, AuszeichnungChartplatzierungen (Jahr, Titel, Album, Platzierungen, Wochen, Auszeichnungen, Anmerkungen) | Höchstplatzierung, Gesamtwochen, AuszeichnungChartplatzierungen (Jahr, Titel, Album, Platzierungen, Wochen, Auszeichnungen, Anmerkungen) | Höchstplatzierung, Gesamtwochen, AuszeichnungChartplatzierungen (Jahr, Titel, Album, Platzierungen, Wochen, Auszeichnungen, Anmerkungen) | Höchstplatzierung, Gesamtwochen, AuszeichnungChartplatzierungen (Jahr, Titel, Album, Platzierungen, Wochen, Auszeichnungen, Anmerkungen) | Höchstplatzierung, Gesamtwochen, AuszeichnungChartplatzierungen (Jahr, Titel, Album, Platzierungen, Wochen, Auszeichnungen, Anmerkungen) | Höchstplatzierung, Gesamtwochen, AuszeichnungChartplatzierungen (Jahr, Titel, Album, Platzierungen, Wochen, Auszeichnungen, Anmerkungen) | Anmerkungen | [↑]: gemeinsam behandelt mit vorhergehendem Eintrag; [←]: in beiden Charts platziert |
| Jahr | Titel Album                                                                              | DE | AT | CH | UK | US | R&B | Anmerkungen |                                                                                      |
| ---- | ---------------------------------------------------------------------------------------- | --- | --- | --- | --- | --- | --- | --- | ------------------------------------------------------------------------------------ |
| 1960 | Today I Sing the Blues Aretha                                                            | — | — | — | — | — | R&B10 (12 Wo.)R&B | Erstveröffentlichung: 19. September 1960 Autor: Curtis Lewis                                                                                        |                                                                                      |
| 1961 | Won’t Be Long Aretha                                                                     | — | — | — | — | US76 (3 Wo.)US | R&B7 (8 Wo.)R&B | Erstveröffentlichung: Februar 1961 mit The Ray Bryant Combo Autor: John Leslie McFarland                                                            |                                                                                      |
| 1961 | Rock-a-Bye Your Baby with a Dixie Melody The Electrifying Aretha Franklin                | — | — | — | — | US37 (9 Wo.)US | — | Erstveröffentlichung: Oktober 1961 Autoren: Jean Schwartz, Joe Young und Sam M. Lewis Original: Al Jolson, 1946                                     |                                                                                      |
| 1961 | Operation Heartbreak Aretha                                                              | — | — | — | — | — | R&B6 (12 Wo.)R&B | Autoren: Al Kasha, Alan Thomas & Curtis Williams |                                                                                      |
| 1962 | I Surrender, Dear The Electrifying Aretha Franklin                                       | — | — | — | — | US87 (5 Wo.)US | — | Erstveröffentlichung: Januar 1962 Autoren: Gordon Clifford, Harry Barris Original: Louis Armstrong and the All-Stars, 1950                          |                                                                                      |
| 1962 | Rough Lover The Electrifying Aretha Franklin                                             | — | — | — | — | US94 (1 Wo.)US | — | Autor: John Leslie McFarland |                                                                                      |
| 1962 | Don’t Cry, Baby The Tender, the Moving, the Swinging Aretha Franklin                     | — | — | — | — | US92 (1 Wo.)US | — | Autoren: J. Johnson, Saul Bernie, Stella Unger Original: Les Paul & Mary Ford, 1955                                                                 |                                                                                      |
| 1962 | Try a Little Tenderness The Tender, the Moving, the Swinging Aretha Franklin             | — | — | — | — | US100 (1 Wo.)US | — | Erstveröffentlichung: September 1962 Autoren: Harry Woods, James Campbell und Reginald Connelly Original: Ray Noble Orchestra, 1932                 |                                                                                      |
| 1962 | Trouble in Mind Yeah!!!                                                                  | — | — | — | — | US86 (5 Wo.)US | — | Erstveröffentlichung: Dezember 1962 Autor: Richard M. Jones Original: Bob Wills and His Texas Playboys, 1947                                        |                                                                                      |
| 1964 | Runnin’ Out of Fools                                                                     | — | — | — | — | US57 (10 Wo.)US | R&B30 (12 Wo.)R&B | Erstveröffentlichung: September 1964 Autoren: Kay Rogers, Richard Ahlert                                                                            |                                                                                      |
| 1965 | Can’t You Just See Me Soul Sister                                                        | — | — | — | — | US96 (2 Wo.)US | — | Erstveröffentlichung: Januar 1965 Autor: Belford Cabell Hendricks                                                                                   |                                                                                      |
| 1965 | One Step Ahead Soul Sister                                                               | — | — | — | — | — | R&B18 (5 Wo.)R&B | Autor: Eddie Snyder, Charles Singleton |                                                                                      |
| 1966 | Cry Like a Baby Soul Sister                                                              | — | — | — | — | — | R&B27 (8 Wo.)R&B | |                                                                                      |
| 1967 | I Never Loved a Man (The Way I Love You) I Never Loved a Man the Way I Love You          | — | — | — | — | US9 Gold · (11 Wo.)US | R&B1 (14 Wo.)R&B | Erstveröffentlichung: 10. Februar 1967 Verkäufe: + 1.000.000; Autor: Ronnie Shannon                                                                 |                                                                                      |
| 1967 | Respect I Never Loved a Man the Way I Love You                                           | DE23 (8 Wo.)DE | AT17 (4 Wo.)AT | CH36 (1 Wo.)CH | UK10 ×2Doppelplatin · (15 Wo.)UK | US1 Gold · (12 Wo.)US | R&B1 (14 Wo.)R&B | Erstveröffentlichung: 14. April 1967 Verkäufe: + 2.465.000; Autor und Original: Otis Redding, 1965                                                  |                                                                                      |
| 1967 | Baby I Love You Aretha Arrives                                                           | — | — | — | UK39 (4 Wo.)UK | US4 Gold · (11 Wo.)US | R&B1 (13 Wo.)R&B | Erstveröffentlichung: 16. Juli 1967 Verkäufe: + 1.000.000; Autor: Ronnie Shannon                                                                    |                                                                                      |
| 1967 | Take a Look Take a Look at Aretha Franklin                                               | — | — | — | — | US56 (8 Wo.)US | R&B28 (5 Wo.)R&B | Erstveröffentlichung: August 1967 Autor: Clyde Otis                                                                                                 |                                                                                      |
| 1967 | (You Make Me Feel Like) A Natural Woman Lady Soul                                        | — | — | CH69 (1 Wo.)CH | UK79 Gold · (1 Wo.)UK | US8 (9 Wo.)US | R&B2 (13 Wo.)R&B | Erstveröffentlichung: 7. September 1967 Verkäufe: + 495.000; Autoren: Goffin-King, Jerry Wexler                                                     |                                                                                      |
| 1967 | Chain of Fools Lady Soul                                                                 | DE36 (4 Wo.)DE | — | — | UK37 (7 Wo.)UK | US2 Gold · (12 Wo.)US | R&B1 (14 Wo.)R&B | Erstveröffentlichung: 22. November 1967 Verkäufe: + 1.000.000; Autor: Don Covay                                                                     |                                                                                      |
| 1967 | Satisfaction Aretha Arrives                                                              | — | — | —[UK: ↑] | UK37 (7 Wo.)UK | — | — | Autoren: Jagger-Richards Original: The Rolling Stones, 1965                                                                                         |                                                                                      |
| 1967 | Mockingbird Take a Look at Aretha Franklin                                               | — | — | — | — | US94 (2 Wo.)US | — | Erstveröffentlichung: Dezember 1967 Autoren: Charlie Foxx, Inez Foxx Original: Inez Foxx, 1963                                                      |                                                                                      |
| 1967 | Lee Cross Take It Like You Give It                                                       | — | — | — | — | — | R&B31 (6 Wo.)R&B | |                                                                                      |
| 1967 | Do Right Woman, Do Right Man I Never Loved a Man the Way I Love You                      | — | — | — | — | — | R&B37 (4 Wo.)R&B | Autoren: Dan Penn, Chips Moman |                                                                                      |
| 1968 | Soulville Take a Look at Aretha Franklin                                                 | — | — | — | — | US83 (3 Wo.)US | — | Autoren: Dinah Washington, Henry Glover, Morris Levy und Titus Turner Original: Dinah Washington, 1963                                              |                                                                                      |
| 1968 | Since You’ve Been Gone (Sweet Sweet Baby) Lady Soul                                      | — | — | — | UK47 (1 Wo.)UK | US5 Gold · (12 Wo.)US | R&B1 (13 Wo.)R&B | Erstveröffentlichung: 9. Februar 1968 Verkäufe: + 1.000.000; Autoren: Aretha Franklin, Ted White                                                    |                                                                                      |
| 1968 | Ain’t No Way Lady Soul                                                                   | — | — | — | — | US16 (8 Wo.)US | R&B9 (10 Wo.)R&B | Autor: Carolyn Franklin |                                                                                      |
| 1968 | Think Aretha Now                                                                         | DE32 (4 Wo.)DE | — | CH77 (1 Wo.)CH | UK26 Gold · (9 Wo.)UK | US7 Gold · (10 Wo.)US | R&B1 (13 Wo.)R&B | Erstveröffentlichung: 2. Mai 1968 Verkäufe: + 1.455.000; Autoren: Aretha Franklin, Ted White                                                        |                                                                                      |
| 1968 | You Send Me Aretha Now                                                                   | — | — | — | — | US56 (6 Wo.)US | R&B28 (9 Wo.)R&B | Autor und Original: Sam Cooke, 1957 |                                                                                      |
| 1968 | I Say a Little Prayer Aretha Now                                                         | DE29 Gold · (4 Wo.)DE | — | CH50 (1 Wo.)CH | UK4 ×2Doppelplatin · (15 Wo.)UK | US10 Gold · (11 Wo.)US | R&B3 (12 Wo.)R&B | Verkäufe: + 2.760.000; Autoren: Bacharach-David Original: Dionne Warwick, 1967                                                                      |                                                                                      |
| 1968 | The House That Jack Built Aretha’s Gold                                                  | DE34 (2 Wo.)DE | — | — | — | US6 (9 Wo.)US | R&B2 (10 Wo.)R&B | Erstveröffentlichung: 26. Juli 1968 Autoren: Bob Lance, Fran Robins                                                                                 |                                                                                      |
| 1968 | See Saw Aretha Now                                                                       | — | — | — | — | US11 Gold · (8 Wo.)US | R&B9 (9 Wo.)R&B | Erstveröffentlichung: 1. November 1968 Verkäufe: + 1.000.000; Autoren: Don Covay, Steve Cropper Original: Don Covay, 1966                           |                                                                                      |
| 1968 | My Song –                                                                                | — | — | — | — | US31 (7 Wo.)US | R&B10 (9 Wo.)R&B | Autoren: David Mattis, John Alexander |                                                                                      |
| 1969 | The Weight This Girl’s in Love with You                                                  | — | — | — | — | US19 (7 Wo.)US | R&B3 (8 Wo.)R&B | Erstveröffentlichung: 4. Februar 1969 Autor: Jaime Robertson Original: The Band, 1968                                                               |                                                                                      |
| 1969 | Tracks of My Tears Aretha Franklin: Soul ’69                                             | — | — | — | — | US71 (6 Wo.)US | R&B21 (6 Wo.)R&B | Autoren: M. Tarplin, W. Robinson, W. Moore Original: Smokey Robinson & the Miracles, 1965                                                           |                                                                                      |
| 1969 | I Can’t See Myself Leaving You Aretha Now                                                | — | — | — | — | US28 (8 Wo.)US | R&B3 (9 Wo.)R&B | Erstveröffentlichung: 31. März 1969 Autor: Ronnie Shannon                                                                                           |                                                                                      |
| 1969 | Gentle on My Mind Aretha Franklin: Soul ’69                                              | — | — | — | — | US76 (3 Wo.)US | R&B50 (1 Wo.)R&B | Autor und Original: John Hartford, 1967 |                                                                                      |
| 1969 | Share Your Love with Me This Girl’s in Love with You                                     | — | — | — | — | US13 (10 Wo.)US | R&B1 (13 Wo.)R&B | Erstveröffentlichung: 10. Juli 1969 Autoren: Deadric Malone, Al „TNT“ Braggs Original: Bobby Bland, 1963                                            |                                                                                      |
| 1969 | Eleanor Rigby This Girl’s in Love with You                                               | — | — | — | — | US17 (8 Wo.)US | R&B5 (9 Wo.)R&B | Erstveröffentlichung: 23. Oktober 1969 Autoren: John Lennon, Paul McCartney Original: The Beatles, 1966                                             |                                                                                      |
| 1970 | Call Me This Girl’s in Love with You                                                     | — | — | — | — | US13 (12 Wo.)US | R&B1 (13 Wo.)R&B | Erstveröffentlichung: 21. Januar 1970 Autor: Aretha Franklin                                                                                        |                                                                                      |
| 1970 | Son of a Preacher Man This Girl’s in Love with You                                       | — | — | — | — | US47 (2 Wo.)US | — | Erstveröffentlichung: 21. Januar 1970 Autoren: John Hurley, Ronnie Wilkins Original: Dusty Springfield, 1968                                        |                                                                                      |
| 1970 | Call Me / Son of a Preacher Man This Girl’s in Love with You                             | — | — | — | — | US64 (1 Wo.)US | — | Erstveröffentlichung: 21. Januar 1970 Produzenten: Arif Mardin, Jerry Wexler, Tom Dowd                                                              |                                                                                      |
| 1970 | Spirit in the Dark                                                                       | — | — | — | — | US23 (8 Wo.)US | R&B3 (10 Wo.)R&B | Erstveröffentlichung: 6. Mai 1970 mit The Dixie Flyers Autor: Aretha Franklin                                                                       |                                                                                      |
| 1970 | Don’t Play That Song Spirit in the Dark                                                  | — | — | — | UK13 (11 Wo.)UK | US11 Gold · (10 Wo.)US | R&B1 (12 Wo.)R&B | Erstveröffentlichung: 20. Juli 1970 Verkäufe: + 1.000.000; Autoren: Ahmet Ertegün, Betty Nelson Original: Johnny Hallyday (Pas cette chanson), 1962 |                                                                                      |
| 1970 | Border Song (Holy Moses) Young, Gifted & Black                                           | — | — | — | — | US37 (7 Wo.)US | R&B5 (8 Wo.)R&B | Erstveröffentlichung: 27. Oktober 1970 Autoren: Elton John, Bernie Taupin Original: Elton John, 1970                                                |                                                                                      |
| 1970 | You and Me Spirit in the Dark                                                            | — | — | — | — | US37 (1 Wo.)US | — | mit The Dixie Flyers Autor: Aretha Franklin |                                                                                      |
| 1971 | You’re All I Need to Get By Aretha’s Greatest Hits                                       | — | — | — | — | US19 (9 Wo.)US | R&B3 (9 Wo.)R&B | Erstveröffentlichung: 3. Februar 1971 Autoren: Ashford & Simpson Original: Marvin Gaye und Tammi Terrell, 1968                                      |                                                                                      |
| 1971 | Bridge Over Troubled Water / Brand New Me Aretha’s Greatest Hits / Young, Gifted & Black | — | — | — | — | US6 Gold · (12 Wo.)US | R&B1 (14 Wo.)R&B | Erstveröffentlichung: 19. März 1971 Verkäufe: + 1.000.000; Autor: Paul Simon Original: Simon & Garfunkel, 1969                                      |                                                                                      |
| 1971 | Spanish Harlem Aretha’s Greatest Hits                                                    | DE6 (16 Wo.)DE | — | — | UK14 (9 Wo.)UK | US2 Gold · (12 Wo.)US | R&B1 (13 Wo.)R&B | Erstveröffentlichung: 9. Juli 1971 Verkäufe: + 1.000.000; Autoren: Jerry Leiber, Phil Spector Original: Ben E. King, 1960                           |                                                                                      |
| 1971 | Rock Steady Young, Gifted & Black                                                        | DE44 (1 Wo.)DE | — | — | — | US9 Gold · (9 Wo.)US | R&B2 (11 Wo.)R&B | Erstveröffentlichung: 11. Oktober 1971 Verkäufe: + 1.000.000; Autor: Aretha Franklin                                                                |                                                                                      |
| 1972 | Oh Me Oh My (I’m a Fool for You Baby) Young, Gifted & Black                              | — | — | — | — | US73 (4 Wo.)US | R&B9 (5 Wo.)R&B | Autor: Jim Doris Original: Lulu, 1969 |                                                                                      |
| 1972 | Day Dreaming Young, Gifted & Black                                                       | — | — | — | — | US5 Gold · (12 Wo.)US | R&B1 (12 Wo.)R&B | Erstveröffentlichung: 24. Februar 1972 Verkäufe: + 1.000.000; Autor: Aretha Franklin                                                                |                                                                                      |
| 1972 | All the King’s Horses Young, Gifted & Black                                              | — | — | — | — | US26 (8 Wo.)US | R&B7 (8 Wo.)R&B | Erstveröffentlichung: 12. Mai 1972 Autor: Aretha Franklin                                                                                           |                                                                                      |
| 1972 | Wholy Holy Amazing Grace                                                                 | — | — | — | — | US81 (4 Wo.)US | R&B49 (3 Wo.)R&B | Erstveröffentlichung: 21. Juli 1972 Autoren: Al Cleveland, Marvin Gaye und Renaldo Benson Original: Marvin Gaye, 1971                               |                                                                                      |
| 1973 | Master of Eyes (The Deepness of Your Eyes) Queen of Soul – The Atlantic Recordings       | — | — | — | — | US33 (10 Wo.)US | R&B8 (10 Wo.)R&B | Erstveröffentlichung: 17. Januar 1973 Autoren: Aretha Franklin, Bernice Hart                                                                        |                                                                                      |
| 1973 | Angel Hey Now Hey (The Other Side of the Sky)                                            | — | — | — | UK37 (5 Wo.)UK | US20 (13 Wo.)US | R&B1 (12 Wo.)R&B | Erstveröffentlichung: 12. Juni 1973 Autoren: Carolyn Franklin, Sonny Sanders                                                                        |                                                                                      |
| 1973 | Until You Come Back to Me (That’s What I’m Gonna Do) Let Me in Your Life                 | — | — | — | UK26 (8 Wo.)UK | US3 Gold · (21 Wo.)US | R&B1 (17 Wo.)R&B | Erstveröffentlichung: 26. Oktober 1973 Verkäufe: + 1.000.000; Autoren: Clarence Paul, Morris Broadnax, Stevie Wonder                                |                                                                                      |
| 1974 | I’m in Love Let Me in Your Life                                                          | — | — | — | — | US19 (13 Wo.)US | R&B1 (16 Wo.)R&B | Erstveröffentlichung: 18. März 1974 Autor: Bobby Womack Original: Wilson Pickett, 1967                                                              |                                                                                      |
| 1974 | Ain’t Nothing Like the Real Thing Let Me in Your Life                                    | — | — | — | — | US47 (7 Wo.)US | R&B6 (12 Wo.)R&B | Erstveröffentlichung: 29. Juli 1974 Autoren: Ashford & Simpson Original: Marvin Gaye und Tammi Terrell, 1967                                        |                                                                                      |
| 1974 | Without Love With Everything I Feel in Me                                                | — | — | — | — | US45 (8 Wo.)US | R&B6 (13 Wo.)R&B | Erstveröffentlichung: 22. Oktober 1974 Autor: Ivory Joe Hunter Original: Clyde McPhatter & The Drifters, 1956                                       |                                                                                      |
| 1974 | With Everything I Feel in Me                                                             | — | — | — | — | — | R&B20 (10 Wo.)R&B | |                                                                                      |
| 1975 | Mr. D.J. (5 for the D.J.) You                                                            | — | — | — | — | US53 (5 Wo.)US | R&B13 (11 Wo.)R&B | Erstveröffentlichung: 25. August 1985 Autor: Aretha Franklin                                                                                        |                                                                                      |
| 1976 | You                                                                                      | — | — | — | — | — | R&B15 (12 Wo.)R&B | Erstveröffentlichung: Juli 1976 |                                                                                      |
| 1976 | Something He Can Feel Sparkle                                                            | — | — | — | — | US28 (11 Wo.)US | R&B1 (19 Wo.)R&B | Autor und Produzent: Curtis Mayfield |                                                                                      |
| 1976 | Jump Sparkle                                                                             | — | — | — | — | US72 (5 Wo.)US | R&B17 (13 Wo.)R&B | Erstveröffentlichung: 3. September 1976 Autor und Produzent: Curtis Mayfield                                                                        |                                                                                      |
| 1976 | Look into Your Heart Sparkle                                                             | — | — | — | — | US82 (4 Wo.)US | R&B10 (13 Wo.)R&B | Erstveröffentlichung: 17. Dezember 1976 Autor: Curtis Mayfield                                                                                      |                                                                                      |
| 1977 | Break It to Me Gently Sweet Passion                                                      | — | — | — | — | US85 (2 Wo.)US | R&B1 (14 Wo.)R&B | Erstveröffentlichung: 17. April 1977 Autoren: Carole Bayer Sager, Marvin Hamlisch                                                                   |                                                                                      |
| 1977 | When I Think About You Sparkle                                                           | — | — | — | — | — | R&B16 (14 Wo.)R&B | Erstveröffentlichung: 22. Juli 1977 |                                                                                      |
| 1978 | Almighty Fire (Woman of the Future) Almighty Fire                                        | — | — | — | — | — | R&B12 (12 Wo.)R&B | Erstveröffentlichung: 13. April 1978 |                                                                                      |
| 1978 | More Than Just a Joy Almighty Fire                                                       | — | — | — | — | — | R&B51 (9 Wo.)R&B | Erstveröffentlichung: 20. Juni 1978 |                                                                                      |
| 1979 | Ladies Only La Diva                                                                      | — | — | — | — | — | R&B33 (11 Wo.)R&B | Erstveröffentlichung: 31. Juli 1979 |                                                                                      |
| 1979 | Half a Love La Diva                                                                      | — | — | — | — | — | R&B65 (6 Wo.)R&B | Erstveröffentlichung: 8. November 1979 |                                                                                      |
| 1980 | What a Fool Believes Aretha                                                              | — | — | — | UK46 (7 Wo.)UK | — | R&B17 (11 Wo.)R&B | Erstveröffentlichung: November 1980 Autoren: Kenny Loggins, Michael McDonald Original: The Doobie Brothers, 1978                                    |                                                                                      |
| 1980 | United Together Aretha                                                                   | — | — | — | — | US56 (8 Wo.)US | R&B3 (18 Wo.)R&B | Erstveröffentlichung: 2. Dezember 1980 Autor und Produzent: Chuck Jackson                                                                           |                                                                                      |
| 1981 | Come to Me Aretha                                                                        | — | — | — | — | US84 (3 Wo.)US | R&B39 (9 Wo.)R&B | Erstveröffentlichung: 23. Mai 1981 Autor: Willard Eugene Price Original: Ruby Winters, 1978                                                         |                                                                                      |
| 1981 | Love All the Hurt Away                                                                   | — | — | — | UK49 (3 Wo.)UK | US46 (10 Wo.)US | R&B6 (15 Wo.)R&B | Erstveröffentlichung: 21. August 1981 mit George Benson Autor: Sam Dees                                                                             |                                                                                      |
| 1981 | It’s My Turn Love All the Hurt Away                                                      | — | — | — | — | — | R&B29 (13 Wo.)R&B | Autor: Carole Bay Sager, Michael Masser Original: Diana Ross                                                                                        |                                                                                      |
| 1982 | Jump to It                                                                               | — | — | — | UK42 (5 Wo.)UK | US24 (12 Wo.)US | R&B1 (20 Wo.)R&B | Erstveröffentlichung: August 1982 Autoren: Luther Vandross, Marcus Miller                                                                           |                                                                                      |
| 1982 | Love Me Right Jump to It                                                                 | — | — | — | — | — | R&B22 (11 Wo.)R&B | Autoren: Luther Vandross |                                                                                      |
| 1982 | This Is for Real Jump to It                                                              | — | — | — | — | — | R&B63 (5 Wo.)R&B | |                                                                                      |
| 1983 | Get It Right                                                                             | — | — | — | UK74 (3 Wo.)UK | US61 (8 Wo.)US | R&B1 (16 Wo.)R&B | Erstveröffentlichung: 9. Juli 1983 Autoren: Luther Vandross, Marcus Miller                                                                          |                                                                                      |
| 1983 | Every Girl (Wants My Guy) Get It Right                                                   | — | — | — | — | — | R&B7 (13 Wo.)R&B | Erstveröffentlichung: 11. Oktober 1983 |                                                                                      |
| 1985 | Freeway of Love Who’s Zoomin’ Who?                                                       | — | — | — | UK51 (10 Wo.)UK | US3 (19 Wo.)US | R&B1 (17 Wo.)R&B | Erstveröffentlichung: 24. Juni 1985 Autoren: Jeffrey Cohen, Narada Michael Walden                                                                   |                                                                                      |
| 1985 | Who’s Zoomin’ Who?                                                                       | DE42 (8 Wo.)DE | — | — | UK11 (14 Wo.)UK | US7 (19 Wo.)US | R&B2 (23 Wo.)R&B | Erstveröffentlichung: 16. September 1985 Autoren: Aretha Franklin, Preston Glass, Narada Michael Walden                                             |                                                                                      |
| 1985 | Sisters Are Doin’ It for Themselves Who’s Zoomin’ Who?                                   | DE22 (12 Wo.)DE | — | CH20 (6 Wo.)CH | UK9 (12 Wo.)UK | US18 (15 Wo.)US | R&B66 (9 Wo.)R&B | Erstveröffentlichung: 21. Oktober 1985 mit Eurythmics Autoren: Annie Lennox, David A. Stewart                                                       |                                                                                      |
| 1986 | Another Night Who’s Zoomin’ Who?                                                         | DE53 (6 Wo.)DE | — | — | UK54 (6 Wo.)UK | US22 (14 Wo.)US | R&B9 (16 Wo.)R&B | Erstveröffentlichung: 10. Februar 1986 Autoren: Beppe Cantarelli, Roy Freeland                                                                      |                                                                                      |
| 1986 | Ain’t Nobody Ever Loved You Who’s Zoomin’ Who?                                           | — | — | — | — | — | R&B30 (9 Wo.)R&B | Erstveröffentlichung: August 1986 |                                                                                      |
| 1986 | Jumpin’ Jack Flash Aretha                                                                | DE42 (6 Wo.)DE | — | CH19 (5 Wo.)CH | UK58 (3 Wo.)UK | US21 (11 Wo.)US | R&B20 (11 Wo.)R&B | Erstveröffentlichung: 8. September 1986 Autoren: Mick Jagger, Keith Richards Original: The Rolling Stones, 1968                                     |                                                                                      |
| 1986 | Jimmy Lee Aretha                                                                         | — | — | — | UK46 (4 Wo.)UK | US28 (13 Wo.)US | R&B2 (17 Wo.)R&B | Erstveröffentlichung: 7. November 1986 Autoren: Jeffrey Cohen, Narada Michael Walden, Lisa Walden, Preston Glass                                    |                                                                                      |
| 1987 | I Knew You Were Waiting (For Me) Aretha                                                  | DE5 (13 Wo.)DE | AT9 (12 Wo.)AT | CH5 (11 Wo.)CH | UK1 Platin · (9 Wo.)UK | US1 (17 Wo.)US | R&B5 (14 Wo.)R&B | Erstveröffentlichung: 19. Januar 1987 Verkäufe: + 725.000; mit George Michael Autoren: Dennis W. Morgan, Simon Climie                               |                                                                                      |
| 1987 | Rock-a-Lott Aretha                                                                       | — | — | — | UK84 (2 Wo.)UK | US82 (4 Wo.)US | R&B25 (13 Wo.)R&B | Erstveröffentlichung: 19. Juni 1987 Autoren: Joe Johnson, Preston Glass, Narada Michael Walden                                                      |                                                                                      |
| 1987 | If You Need My Love Tonight Aretha                                                       | — | — | — | — | — | R&B88 (4 Wo.)R&B | Erstveröffentlichung: 2. Oktober 1987 mit Larry Graham                                                                                              |                                                                                      |
| 1988 | If Ever a Love There Was Through the Storm                                               | — | — | — | — | — | R&B31 (11 Wo.)R&B | Erstveröffentlichung: Dezember 1988 mit The Four Tops                                                                                               |                                                                                      |
| 1989 | Through the Storm                                                                        | DE56 (5 Wo.)DE | — | — | UK41 (3 Wo.)UK | US16 (11 Wo.)US | R&B17 (11 Wo.)R&B | mit Elton John Autoren: Albert Hammond, Diane Warren                                                                                                |                                                                                      |
| 1989 | It Isn’t, It Wasn’t, It Ain’t Never Gonna Be Through the Storm                           | — | — | — | UK29 (5 Wo.)UK | US41 (8 Wo.)US | R&B5 (14 Wo.)R&B | Erstveröffentlichung: Juni 1989 mit Whitney Houston Autoren: Albert Hammond, Diane Warren                                                           |                                                                                      |
| 1989 | Gimme Your Love Through the Storm                                                        | — | — | — | — | — | R&B48 (8 Wo.)R&B | Erstveröffentlichung: 9. Oktober 1989 mit James Brown Autoren: Narada Michael Walden, Jeffrey Cohen                                                 |                                                                                      |
| 1991 | Ever Changing Times What You See Is What You Sweat                                       | — | — | — | — | — | R&B19 (15 Wo.)R&B | mit Michael McDonald |                                                                                      |
| 1991 | Everyday People What You See Is What You Sweat                                           | — | — | — | UK69 (1 Wo.)UK | — | R&B13 (13 Wo.)R&B | Autor: Sly Stone Original: Sly & the Family Stone, 1968                                                                                             |                                                                                      |
| 1991 | Someone Else’s Eyes What You See Is What You Sweat                                       | — | — | — | — | — | R&B53 (7 Wo.)R&B | |                                                                                      |
| 1994 | A Deeper Love Greatest Hits (1980–1994)                                                  | DE78 (5 Wo.)DE | — | — | UK5 (9 Wo.)UK | US63 (9 Wo.)US | R&B30 (15 Wo.)R&B | Autoren: David Cole, Robert Clivillés Original: Clivillés & Cole, 1991                                                                              |                                                                                      |
| 1994 | Willing to Forgive Greatest Hits (1980–1994)                                             | — | — | — | UK17 (7 Wo.)UK | US26 (20 Wo.)US | R&B5 (25 Wo.)R&B | Autoren/Produzenten: Babyface, Daryl Simmons |                                                                                      |
| 1994 | Honey Greatest Hits (1980–1994)                                                          | — | — | — | — | — | R&B30 (16 Wo.)R&B | |                                                                                      |
| 1996 | It Hurts Like Hell Waiting to Exhale                                                     | — | — | — | — | — | R&B51 (11 Wo.)R&B | |                                                                                      |
| 1998 | A Rose Is Still a Rose                                                                   | — | — | — | UK22 (5 Wo.)UK | US26 Gold · (18 Wo.)US | R&B5 (25 Wo.)R&B | Verkäufe: + 500.000; Autor: Lauryn Hill |                                                                                      |
| 1998 | Here We Go Again A Rose Is Still a Rose                                                  | — | — | — | UK68 (1 Wo.)UK | US76 (11 Wo.)US | R&B24 (15 Wo.)R&B | Autoren: Davide Romani, Jermaine Dupri, Mauro Malavasi, Trina Broussard, Wayne Garfield, Trey Lorenz                                                |                                                                                      |
| 2003 | The Only Thing Missin’ So Damn Happy                                                     | — | — | — | — | — | R&B53 (15 Wo.)R&B | |                                                                                      |
| 2003 | Wonderful So Damn Happy                                                                  | — | — | — | — | — | R&B46 (20 Wo.)R&B | |                                                                                      |
| 2007 | Put You Up on Game Jewels in the Crown: All-Star Duets with the Queen                    | — | — | — | — | — | R&B41 (20 Wo.)R&B | mit Fantasia Barrino |                                                                                      |
| 2011 | How Long I’ve Been Waiting A Woman Falling Out of Love                                   | — | — | — | — | — | R&B91 (2 Wo.)R&B | |                                                                                      |
| 2014 | Rolling in the Deep (The Aretha Version) Sings the Great Diva Classics                   | — | — | CH74 (1 Wo.)CH | — | — | R&B47 (1 Wo.)R&B | Erstveröffentlichung: 6. Oktober 2014 Autoren: Adele Adkins, Ashford & Simpson, Paul Epworth, See Audio Beds Original: Adele, 2010                  |                                                                                      |

grau schraffiert: keine Chartdaten aus diesem Jahr verfügbar
Weitere Singles
| - 1956: Never Grow Old - 1959: Precious Lord - 1960: Right Now (mit The Ray Bryant Combo) - 1961: Are You Sure - 1962: Just for a Thrill - 1963: Kissin’ by the Mistletoe - 1963: You’ve Got Her - 1963: Say It Isn’t So - 1964: Evil Gal Blues - 1964: The Christmas Song - 1965: There Is No Greater Love - 1965: Sweet Bitter Love - 1966: Hands Off - 1967: Until You Were Gone - 1968: If Ever I Would Leave You - 1968: Don’t Let Me Lose This Dream - 1968: Columpio - 1969: Jim - 1969: People - 1969: Today I Sing the Blues - 1969: I Never Loved a Man - 1970: Let It Be | - 1970: Oh No Not My Baby - 1972: Save Me - 1972: I’ve Been Loving You Too Long - 1973: If You Don’t Think - 1974: Eight Days on the Road - 1974: Sing It Again – Say It Again - 1975: When You Get Right Down to It - 1975: Without You - 1977: Touch Me Up - 1980: Can’t Turn You Loose - 1980: Take Me with You - 1981: Hold On I’m Comin’ - 1981: Livin’ in the Streets - 1987: Oh Happy Day - 1989: It’s Just Your Love - 1991: Re Think - 1992: Someday We’ll All Be Free - 1993: (You Make Me Feel Like) A Natural Woman - 1994: Rock Steady (Sure Is Pure Remix) - 1998: How Many Times - 1998: In Case You Forgot - 2011: Think (Kraak & Smaak Remix) (Promo) |

## Videoalben
| Jahr | Titel         | Höchstplatzierung, Gesamtwochen, AuszeichnungChartplatzierungen (Jahr, Titel, Platzierungen, Wochen, Auszeichnungen, Anmerkungen) | Höchstplatzierung, Gesamtwochen, AuszeichnungChartplatzierungen (Jahr, Titel, Platzierungen, Wochen, Auszeichnungen, Anmerkungen) | Höchstplatzierung, Gesamtwochen, AuszeichnungChartplatzierungen (Jahr, Titel, Platzierungen, Wochen, Auszeichnungen, Anmerkungen) | Höchstplatzierung, Gesamtwochen, AuszeichnungChartplatzierungen (Jahr, Titel, Platzierungen, Wochen, Auszeichnungen, Anmerkungen) | Höchstplatzierung, Gesamtwochen, AuszeichnungChartplatzierungen (Jahr, Titel, Platzierungen, Wochen, Auszeichnungen, Anmerkungen) | Höchstplatzierung, Gesamtwochen, AuszeichnungChartplatzierungen (Jahr, Titel, Platzierungen, Wochen, Auszeichnungen, Anmerkungen) | Anmerkungen                         |
| Jahr | Titel         | DE | AT | CH | UK | US | R&B | Anmerkungen                         |
| ---- | ------------- | --- | --- | --- | --- | --- | --- | ----------------------------------- |
| 2018 | Amazing Grace | — | — | — | UK1 (72 Wo.)UK | — | — | Erstveröffentlichung: 2018 Kinofilm |

Weitere Videoalben
- 1971: Live at Montreux
- 1987: Aretha, Ridin’ on the Freeway
- 1989: The Queen of Soul
- 1993: Live
- 1994: Greatest Hits 1980–1994
- 2004: Live in Stockholm 1968
- 2010: The Best of Aretha Franklin
- 2010: The Legendary Concertgebouw Concert Amsterdam 1968
- 2010: In Concert Paris 1977
- 2011: Aretha ’64! – Live on the Steve Allen Show

## Boxsets
| Jahr | Titel                                  | Höchstplatzierung, Gesamtwochen, AuszeichnungChartplatzierungen (Jahr, Titel, Platzierungen, Wochen, Auszeichnungen, Anmerkungen) | Höchstplatzierung, Gesamtwochen, AuszeichnungChartplatzierungen (Jahr, Titel, Platzierungen, Wochen, Auszeichnungen, Anmerkungen) | Höchstplatzierung, Gesamtwochen, AuszeichnungChartplatzierungen (Jahr, Titel, Platzierungen, Wochen, Auszeichnungen, Anmerkungen) | Höchstplatzierung, Gesamtwochen, AuszeichnungChartplatzierungen (Jahr, Titel, Platzierungen, Wochen, Auszeichnungen, Anmerkungen) | Höchstplatzierung, Gesamtwochen, AuszeichnungChartplatzierungen (Jahr, Titel, Platzierungen, Wochen, Auszeichnungen, Anmerkungen) | Höchstplatzierung, Gesamtwochen, AuszeichnungChartplatzierungen (Jahr, Titel, Platzierungen, Wochen, Auszeichnungen, Anmerkungen) | Anmerkungen                                                 |
| Jahr | Titel                                  | DE | AT | CH | UK | US | R&B | Anmerkungen                                                 |
| ---- | -------------------------------------- | --- | --- | --- | --- | --- | --- | ----------------------------------------------------------- |
| 1992 | Queen of Soul: The Atlantic Recordings | — | — | — | — | — | R&B99 (1 Wo.)R&B | Erstveröffentlichung: 29. September 1992 Verkäufe: + 35.000 |
| 2010 | Original Album Series                  | — | — | — | UK44 (1 Wo.)UK | — | — | Erstveröffentlichung: 23. Februar 2010                      |

Weitere Boxsets
- 2011: Take a Look – Aretha Franklin Complete On Columbia
- 2015: The Atlantic Albums Collection (Box mit 19 CDs)

## Statistik

### Chartauswertung
|                     | DE    | AT    | CH     | UK     | US     | R&B      |
| ------------------- | ----- | ----- | ------ | ------ | ------ | -------- |
| Nummer-eins-Alben   | DE—DE | AT—AT | CH—CH  | UK—UK  | US—US  | R&B10R&B |
| Top-10-Alben        | DE—DE | AT—AT | CH—CH  | UK1UK  | US7US  | R&B33R&B |
| Alben in den Charts | DE8DE | AT2AT | CH10CH | UK16UK | US48US | R&B48R&B |

|                       | DE     | AT    | CH    | UK     | US     | R&B      |
| --------------------- | ------ | ----- | ----- | ------ | ------ | -------- |
| Nummer-eins-Singles   | DE—DE  | AT—AT | CH—CH | UK1UK  | US2US  | R&B20R&B |
| Top-10-Singles        | DE2DE  | AT1AT | CH1CH | UK5UK  | US17US | R&B52R&B |
| Singles in den Charts | DE14DE | AT2AT | CH8CH | UK28UK | US76US | R&B96R&B |

|                          | DE    | AT    | CH    | UK    | US    | R&B     |
| ------------------------ | ----- | ----- | ----- | ----- | ----- | ------- |
| Nummer-eins-Videoalben   | DE—DE | AT—AT | CH—CH | UK1UK | US—US | R&B—R&B |
| Top-10-Videoalben        | DE—DE | AT—AT | CH—CH | UK1UK | US—US | R&B—R&B |
| Videoalben in den Charts | DE—DE | AT—AT | CH—CH | UK1UK | US—US | R&B—R&B |

### Auszeichnungen für Musikverkäufe
| Goldene Schallplatte - Australien - 2000: für das Album Aretha’s Gold - 2002: für das Album Queen of Soul: The Atlantic Recordings - 2016: für die Single I Knew You Were Waiting (For Me) - Dänemark - 2022: für die Single Respect - Frankreich - 2006: für das Album Aretha & Otis - 2008: für das Album The Very Best of Aretha Franklin – The ’60s - Italien - 2018: für die Single Think - 2024: für die Single (You Make Me Feel Like) A Natural Woman - Kanada - 1987: für das Album Aretha - Neuseeland - 1985: für das Album Who’s Zoomin’ Who? - 2021: für die Single (You Make Me Feel Like) A Natural Woman - 2022: für die Single I Knew You Were Waiting (For Me) - 2022: für das Album Respect – The Very Best Of - Niederlande - 1987: für die Single I Knew You Were Waiting (For Me) - Schweden - 2003: für das Album Respect – The Very Best Of - Spanien - 2024: für die Single Think - 2024: für die Single (You Make Me Feel Like) A Natural Woman | 2× Goldene Schallplatte - Frankreich - 1996: für das Album 20 Greatest Hits Platin-Schallplatte - Dänemark - 2024: für die Single I Say a Little Prayer - Italien - 2021: für die Single I Say a Little Prayer - 2024: für die Single Respect - Kanada - 1987: für das Album Who’s Zoomin’ Who? - Neuseeland - 2021: für die Single I Say a Little Prayer - Spanien - 2024: für die Single Respect 2× Platin-Schallplatte - Neuseeland - 2023: für die Single Respect - Spanien - 2024: für die Single I Say a Little Prayer |

Anmerkung: Auszeichnungen in Ländern aus den Charttabellen bzw. Chartboxen sind in ebendiesen zu finden.
| Land/RegionAuszeichnungen für Musikverkäufe (Land/Region, Auszeichnungen, Verkäufe, Quellen) | Silber     | Gold       | Platin       | Verkäufe   | Quellen                           |
| -------------------------------------------------------------------------------------------- | ---------- | ---------- | ------------ | ---------- | --------------------------------- |
| Australien (ARIA)                                                                            | —          | 3× Gold3   | —            | 105.000    | aria.com.au                       |
| Dänemark (IFPI)                                                                              | —          | Gold1      | Platin1      | 135.000    | ifpi.dk                           |
| Deutschland (BVMI)                                                                           | —          | Gold1      | —            | 250.000    | musikindustrie.de                 |
| Frankreich (SNEP)                                                                            | —          | 4× Gold4   | —            | 375.000    | infodisc.fr                       |
| Italien (FIMI)                                                                               | —          | 2× Gold2   | 2× Platin2   | 245.000    | fimi.it                           |
| Kanada (MC)                                                                                  | —          | Gold1      | Platin1      | 150.000    | musiccanada.com                   |
| Neuseeland (RMNZ)                                                                            | —          | 4× Gold4   | 3× Platin3   | 135.000    | aotearoamusiccharts.co.nz NZ2 NZ3 |
| Niederlande (NVPI)                                                                           | —          | Gold1      | —            | 75.000     | nvpi.nl                           |
| Schweden (IFPI)                                                                              | —          | Gold1      | —            | 30.000     | sverigetopplistan.se              |
| Spanien (Promusicae)                                                                         | —          | 2× Gold2   | 3× Platin3   | 240.000    | elportaldemusica.es               |
| Vereinigte Staaten (RIAA)                                                                    | —          | 25× Gold25 | 5× Platin5   | 24.500.000 | riaa.com                          |
| Vereinigtes Königreich (BPI)                                                                 | 6× Silber6 | 5× Gold5   | 5× Platin5   | 4.460.000  | bpi.co.uk                         |
| Insgesamt                                                                                    | 6× Silber6 | 50× Gold50 | 20× Platin20 |            |                                   |